# Homer Elihu Royce

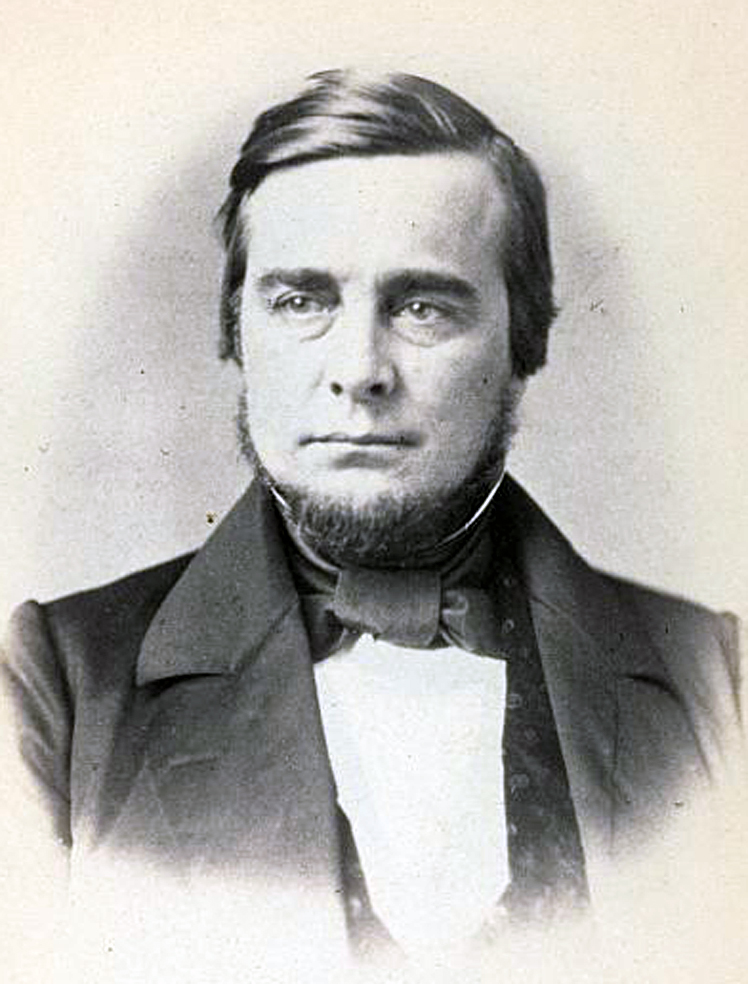
Homer Elihu Royce (1859)

Homer Elihu Royce (* 14. Juni 1819 in Berkshire, Vermont; † 24. April 1891 in St. Albans, Vermont) war ein US-amerikanischer Jurist und Politiker. Zwischen 1857 und 1861 vertrat er den dritten Wahlbezirk des Bundesstaates Vermont im US-Repräsentantenhaus.

## Werdegang
Homer Royce, Neffe von Gouverneur Stephen Royce, besuchte die öffentlichen Schulen seiner Heimat. Nach einem anschließenden Jurastudium und seiner Zulassung als Rechtsanwalt begann er ab 1844 in East Berkshire in seinem neuen Beruf zu arbeiten. Politisch wurde er Mitglied der Whigs. Im Jahr 1847 war er Delegierter zu deren Bundesparteitag, auf dem Zachary Taylor als Präsidentschaftskandidat nominiert wurde. Von 1846 bis 1847 war Royce Abgeordneter im Repräsentantenhaus von Vermont. Im Jahr 1848 arbeitete er als Rechtsanwalt. Von 1849 bis 1851 sowie 1861 und 1868 gehörte er dem Senat von Vermont an.
Nach der Auflösung der Whig Party in den 1850er Jahren wurde Royce Mitglied der 1854 gegründeten Republikanischen Partei. 1856 wurde er als deren Kandidat im dritten Distrikt von Vermont in das US-Repräsentantenhaus in Washington, D.C. gewählt, wo er am 4. März 1857 die Nachfolge von Alvah Sabin antrat. Nach einer Wiederwahl im Jahr 1858 konnte er bis zum 3. März 1861 zwei Legislaturperioden im Kongress absolvieren. In diese Zeit fielen der Austritt der Abgeordneten aus den Südstaaten und die heftigen Diskussionen im Vorfeld des Bürgerkrieges. Im Jahr 1860 verzichtete Royce auf eine erneute Kandidatur.
Nach seiner Zeit im Kongress war er in den Jahren 1861 und 1868 nochmals Mitglied im Senat von Vermont. 1870 wurde er beisitzender Richter am Obersten Gerichtshof seines Staates; im Jahr 1882 übernahm er als Chief Justice dessen Vorsitz. Dieses Amt bekleidete er bis zu seinem Rücktritt im Jahr 1890. Homer Royce starb im April 1891. Er war seit 1851 mit Mary T. Edmunds verheiratet, mit der er drei Kinder hatte.